# Vineuil-Saint-Firmin

Vineuil-Saint-Firmin este o comună în departamentul Oise, Franța. În 1 ianuarie 2022 avea o populație de 1.399 de locuitori.